# Boleophthalmus
Boleophthalmus là một chi cá thuộc họ Oxudercidae. Chúng là loài bản địa của Ấn Độ Dương và Tây Thái Bình Dương.

## Các loài
Chi này gồm các loài sau đây:
- Boleophthalmus birdsongi Murdy, 1989
- Boleophthalmus boddarti (Pallas, 1770)
- Boleophthalmus caeruleomaculatus McCulloch & Waite, 1918
- Boleophthalmus dussumieri Valenciennes, 1837
- Boleophthalmus pectinirostris (Linnaeus, 1758)
- Boleophthalmus poti Polgar, Jaafar & Konstantinidis, 2013

## Đặc điểm
Trong số các loài này thì có loài Boleophthalmus boddarti là loài cá biết leo trèo. Chúng sống chủ yếu ở vùng ngập mặn Cần Giờ, đất Mũi Cà Mau, U Minh Thượng… Chúng được các nhà khoa học thế giới quan tâm đến như một hình mẫu về tiến hóa và một trong những loài động vật kỳ lạ nhất hành tinh. Nhìn bề ngoài, chúng là một loài cá nhanh nhẹn, tinh ranh nhưng chúng lại rất nhút nhát, chúng sẽ nhanh chóng lẩn trốn vào hang khi bắt gặp bóng dáng con người.
Điều làm nên sự khác biệt của loài cá leo trèo này là cấu tạo cơ thể khá đặc biệt: Chúng thở bằng phổi và mang nên chúng có thể hô hấp khi lên cạn, trao đổi khí qua da như ếch và đôi vây trước có hệ cơ phát triển đóng vai trò như một đôi tay. Ngay từ hình dáng, cá thòi lòi đã tỏ ra dị hợm so với các loài cá thông thường bởi đôi mắt lồi như mắt ếch, nhô hẳn trên đỉnh đầu. Chúng có thể sống, chạy, nhảy và kiếm mồi… ngay trên cạn một cách rất điêu luyện. Cũng nhờ cấu tạo cơ thể đặc biệt mà cá còn có một khả năng hy hữu khác là leo cây.
Chúng thường chọn nơi hiểm để đào hang trú ẩn như các lùm cây, kẹt rễ um tùm. Hang của chúng có thể sâu đến 2m, với nhiều ngóc ngách. Chúng cũng rất tinh ranh và nhanh nhẹn trong việc trốn thoát khỏi sự tấn công của kẻ thù. Thói quen của cá khá dễ nhận biết, nước ròng thì chui vào hang, nước lớn thì ra ngoài kiếm ăn. Những bãi bồi nhiều bùn lầy quanh mé sông ngập mặn là địa bàn yêu thích của chúng.